# David Qviström

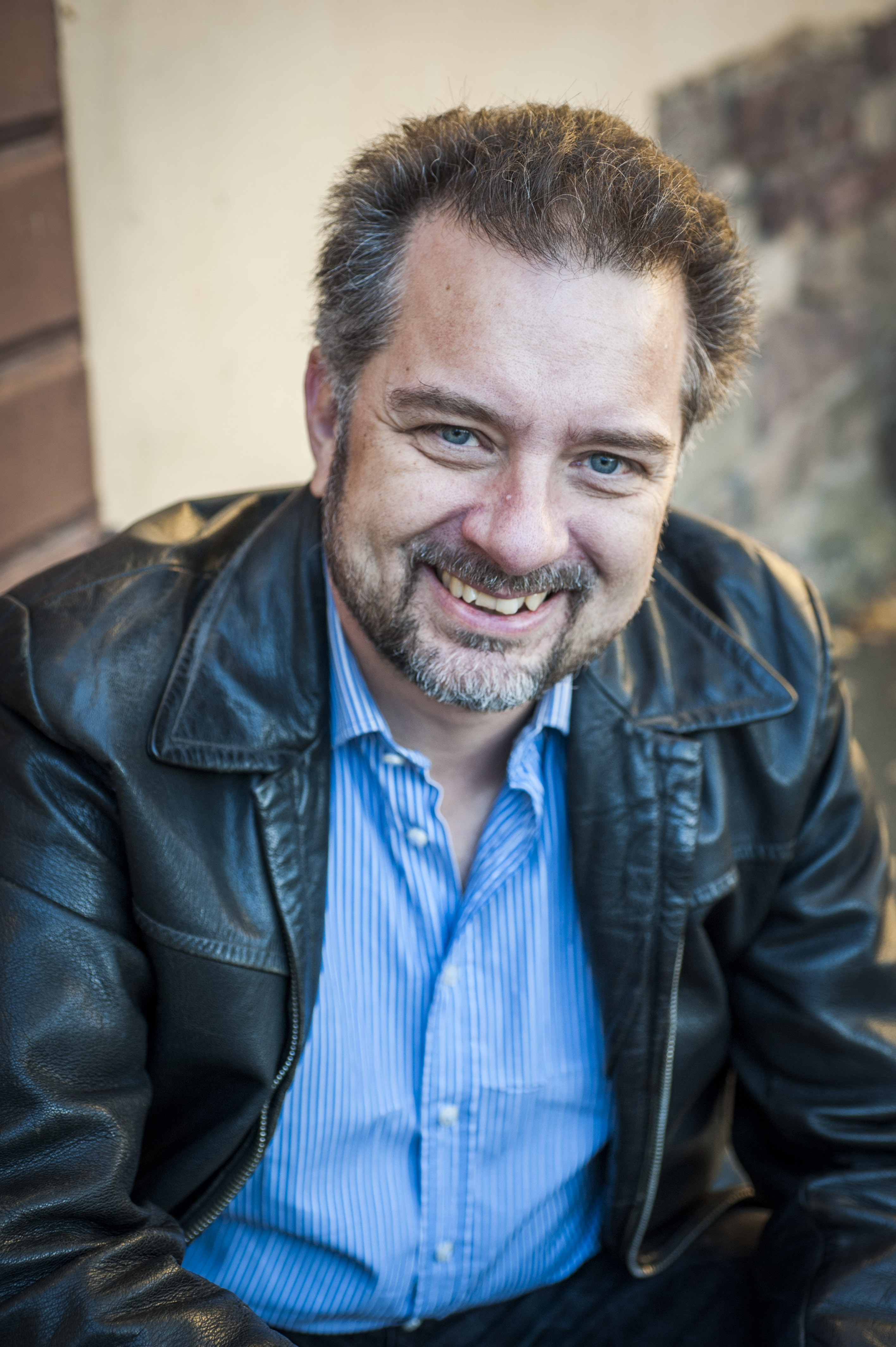
David Qviström

David Qviström, född 1965, är en svensk journalist och författare. Han är också författare till reportageböckerna Välgrundad fruktan (Cordia 2005) och Nyttiga människor (Natur&Kultur 2014), samt essäboken Evangelium för troll (Verbum 2016) som alla kretsar runt migrationsfrågan. Hösten 2016 debuterade Qviström skönlitterärt med romanen Tio lektioner i manlighet (Brombergs förlag).
Under åren 2002-2014 var han anställd på Kyrkans Tidning där han skrev en lång serie reportage skrivit om migranters situation och migrationspolitik. 2007 tilldelades han Guldspaden för undersökande journalistik, och 2013 Wendelapriset för sina socialreportage.
År 2019 tillträdde han som nyhetschef på Södermanlands Nyheter.
Som anställd på Expressen myntade hade 2002 ordet 'vinterkräksjuka', som en översättning av engelskans Winter vomiting disease.

## Källhänvisningar
1. ↑  Fredrik Persson-Lahusen (2014-05-27):"Liken på Lampedusa våra döda, vårt ansvar". Aftonbladet.se. Läst 24 november 2014.
2. ↑  Qviström, David (2013-02-26): Facebook-meddelande. Facebook.com. Läst 24 november 2014.